# Épehy
Épehy ist eine französische Gemeinde mit 1108 Einwohnern (Stand 1. Januar 2022) im Département Somme in der Region Hauts-de-France in Nordfrankreich.

## Geografie
Épehy liegt 20 Kilometer südwestlich von Cambrai.

## Schlacht von Épehy
Die Schlacht von Épehy war eine Schlacht des Ersten Weltkriegs vom 18. September 1918 unter Beteiligung der britischen Vierten Armee (unter dem Kommando von General Henry Rawlinson) gegen deutsche Vorposten-Stellungen vor der Hindenburg-Linie. Feldmarschall Douglas Haig wollte ursprünglich keinen direkten Angriff auf die Siegfriedstellung durchführen lassen; die Verluste aus den früheren Kämpfen waren ihm einfach zu hoch: 600.000 Tote seit März, 180.000 von denen in den letzten sechs Wochen. Deshalb hielt er General Henry Rawlinson Plan für zu kühn. Erst nach der Schlacht von Havrincourt hielt er ein solches Unternehmen für durchführbar und genehmigte den Plan am 13. September 1918.

## Bevölkerungsentwicklung
| Jahr      | 1962 | 1968 | 1975 | 1982 | 1990 | 1999 | 2006 |
| Einwohner | 1098 | 1175 | 1059 | 1079 | 1044 | 1088 | 1152 |